# زلزال سومطرة 2022
ضرب زلزال بقوة 6.2 درجة غرب سومطرة بإندونيسيا في 25 فبراير 2022. وفقًا للمسح الجيولوجي الأمريكي، فقد وقع الزلزال على عمق 12.3 كيلومتر (7.6 ميل) وكان مركزه في باسامان. أُعلن عن وفاة ما لا يقل عن 12 شخصًا، وإصابة 388، وفقد أربعة آخرين، ووقعت أضرار جسيمة في منطقة تيجو ناجاري، باسامان.

## الإعداد التكتوني

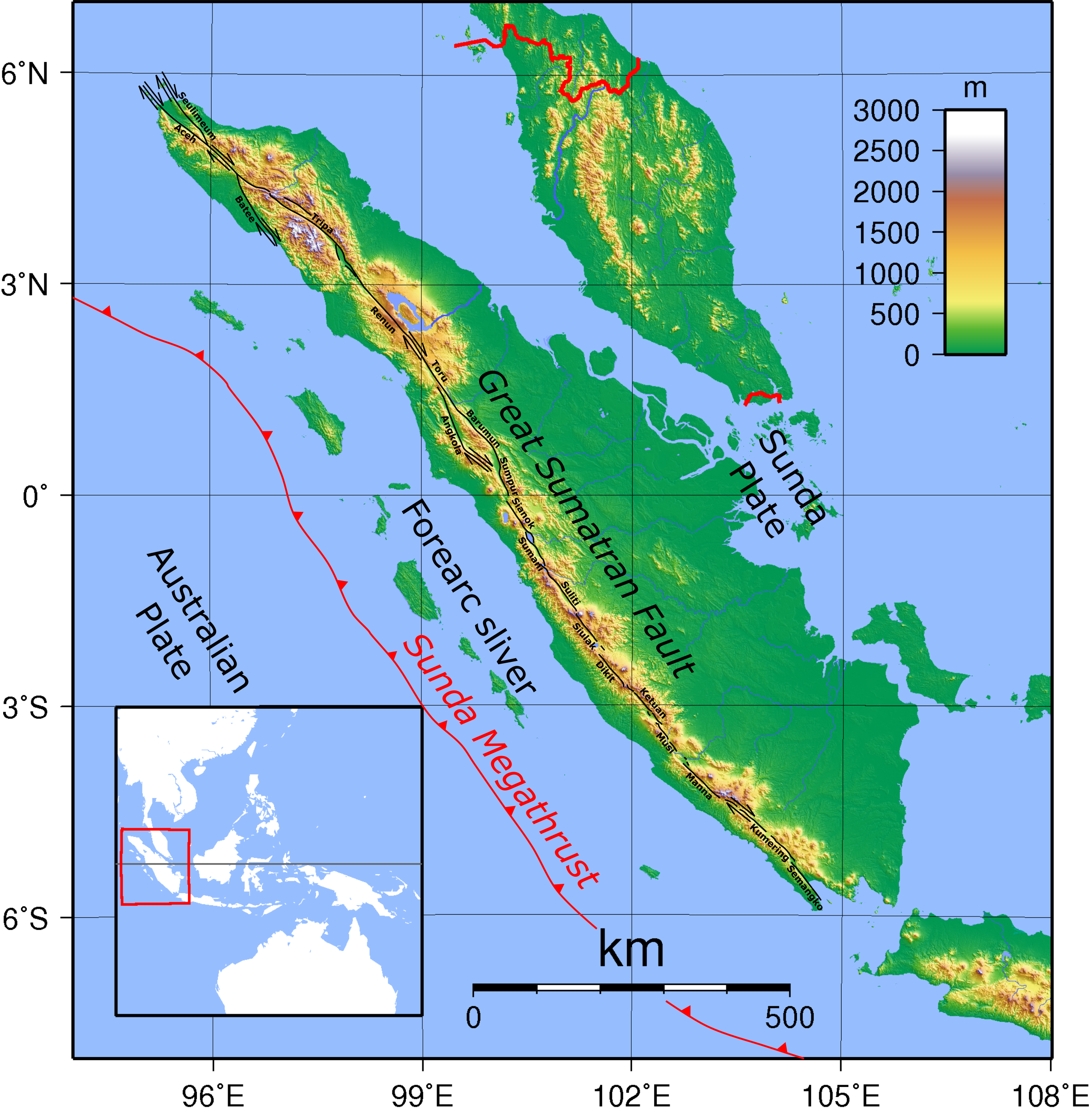
صدع سومطرة العظيم

يُمثل نهر سوندا Sunda megathrust الجانب الأكبر من الساحل الغربي لسومطرة بطول قرابة 5500 كم ويُمثل حدًا متقاربًا طويلًا حيث تنخفض الصفيحة الأسترالية تحت صفيحة بورما ولوحة سوندا بمعدل 60 مليمتر (2.4 بوصة) في السنة. ويُعد التقارب على طول حدود هذه اللوحة مائل للغاية، مما يؤدي إلى تشويه شديد في صفيحة سوندا، حيث تُستوعب من خلال حركة الانزلاق على طول صدع سومطرة العظيم. يبلغ طول صدع سومطرة العظيم 1,900 كيلومتر (1,200 ميل) ويمتد على الشاطئ في جزيرة سومطرة، وينقسم إلى حوالي 20 قسمًا. كانت منطقة الاندساس البحرية في سومطرة سببًا في وقوع العديد من الزلازل الكبيرة في عامي 2004 و2005. وكان الزلزال الذي بلغت قوته 7.6 درجة عام 2009 بالقرب من بادانج ناتجًا عن صدع عكسي على عمق 80 كيلومتر (50 ميل). وأحيانًا تودي بعض الزلازل إلى حدوث موجات تسونامي كبيرة كما حدث في 1907 و2004 و2010. كان صدع سومطرة الكبير سببًا لزلزال ليوا عام 1994 وكذلك زلزال عام 1995 في كيرينسي. وكان أكبر زلزال قد حدث في Alahan Panjang عام 1943 وبلغ قياسه M 7.8

## الهزة الأرضية
وفقًا لوكالة الأرصاد الجوية وعلم المناخ والجيوفيزياء (BMKG)، فقد حدث الزلزال نتيجة الانزلاق الجانبي الأيمن في صدع سومطرة العظيم. وعلى وجه التحديد، حدث في جزء أنغكولا الذي كان مسؤولاً عن زلزال آخر في عام 1892. ووفقًا لـ BMKG فإن قطاع أنغكولا قادر على إحداث زلزال بقوة 7.6 درجة، ولم يطلق زلزال 25 فبراير كل الإجهاد الزلزالي على هذا القطاع. قال مرصد الأرض في سنغافورة أن جزءًا صغيرًا فقط من الصدع قد تمزق ؛ في حدود طول قدره 10 كيلومترات ومتوسط انزلاق قدره 10 سم. وقبل أربع دقائق من حدوث الزلزال حدثت هزة مستبقة بلغت قوتها 5.2 درجة. ذكرت BMKG أنه السكان شعروا بالزلزال في باسامان بارات، ويست باسامان ريجنسي. ويقع مركز الزلزال على سفوح جبل تالاكماو. وحتى الساعة 06:00 بالتوقيت المحلي يوم 27 فبراير، سُجلت 124 هزة ارتدادية بواسطة BMKG، وكان أكبر قوة لها 5.1.

## التأثير

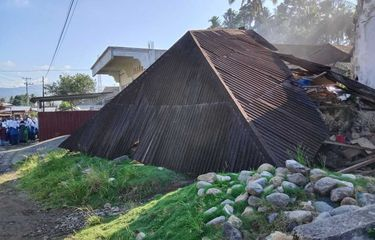
منزل تضرر من الزلزال في مقاطعة باسامان ريجنسي.

ذكرت إدارة الكوارث الإقليمية في غرب باسامان أن ما مجموعه 1307 منزلًا وعشرة مكاتب حكومية قد تضررت. في وقت سابق من ذلك اليوم، توقعت الوكالة أن يرتفع عدد المباني المتضررة إلى المئات، بينما أُبلغ عن بضع عشرات من المباني فقط. حتى ذلك الحين في West Pasaman Regency، وأُبلغ عن تضرر بعض الجسور والطرق وأنابيب المياه. كما تضررت ست مدارس ؛ اثنان في Ampeknagari وأربعة في Palupuh. كما تعرضت مدرسة ابتدائية لأضرار جسيمة. في ريجنسي، وانهارت غرفة جزئيا. وتعطلت خدمات الاتصالات وانهار مسجد. وظهرت شقوق في جدار سجن تالو باسامان.
أُبلغ عن تحرك سريع للكتلة الأرضية في مالامبا في أعقاب الزلزال. وأظهرت لقطات فيديو كتلة سريعة الحركة من التربة البنية تنحدر إلى إحدى القرى. قال مسؤول من المجلس الوطني الإندونيسي لإدارة الكوارث (BNPB) إن مثل هذه الظواهر لوحظت خلال زلزال بادانج عام 2009 أيضًا. يُعتقد أن ذلك إما انزلاق أرضي أو تسييل. وظهرت ينابيع حارة صغيرة من الأرض في بعض الأماكن، واندفعت منها مياه بنية اللون. وقع انهيار أرضى في جورونج سونجاى سيريا بارتفاع 6 امتار وعرض 30 مترا. وأعلن المجلس الوطني لإدارة الكوارث BNPB إن الحركة السريعة للتربة كانت نوعًا من السيول المفاجئة الناجمة عن انهيار سد أرضي. تسبب الزلزال في حدوث انهيار أرضي على مجرى النهر، مما أدى إلى إنشاء سد طبيعي وعرقلة تدفق المياه. ثم جرى اختراق السد في وقت لاحق وحدث فيضان مفاجئ. وأُبلغ عن 17 انهيار أرضي إضافي على سفوح جبل تالاكماو. كما أفاد السكان بانبعاث الدخان من المخروط البركاني.
شعر السكان بالزلزال في وادي كلانج في كوالالمبور بماليزيا. وهرع بعض السكان والعمال إلى مغادرة منازلهم ومكاتبهم. وجرى إجلاء العمال من مقر برناما بالمدينة. وفي بورت ديكسون، تعرض مستشفى خاص ومبنى حكومي لأضرار طفيفة. كما شعرت سنغافورة بالاهتزاز. وفي حوالي الساعة 9:40 صباحًا بتوقيت سنغافورة، أبلغ السكان عن هزات أرضية في بونجول وسيمي وريدهيل وكوينزتاون وأنج مو كيو وكالانج. وكانت هناك تقارير عن اهتزاز في مركز مارينا باي المالي.

### الإصابات
في وقت لاحق من بعد الظهر، أفاد المكتب الوطني للشرطة الجنائية بمقتل شخصين وإصابة 20 آخرين. ثم جرى تحديث عدد الضحايا إلى سبعة قتلى و60 جريحًا. وفقا لمركز لادانج بانجانج الصحي، جرى رفع ثلاث جثث من بين أنقاض المباني المنهارة. ومن بين القتلى السبعة اثنان من الشيوخ وثلاثة من القصر. كان أربعة من القتلى من باسامان، بينما كان الثلاثة من ويست باسامان ريجنسي. أصيب قرابة الـ 85، منهم 10 بإصابات بالغة، و50 منهم من غرب باسامان. جرى علاج العديد من الجرحى في مستشفى يارسي. ونزح أكثر من 10000 شخص.
في 26 فبراير، حدّث المكتب الوطني لإدارة الكوارث عدد القتلى إلى عشرة، في حين أصبح العدد الإجمالي للجرحى 86. وأصيب ما لا يقل عن 76 شخصًا بجروح طفيفة بينما جرى علاج 10 آخرين من إصابات خطيرة. وبينما لقي معظم الضحايا حتفهم جراء انهيار المباني، لقي بعضهم حتفهم جراء الانهيارات الأرضية في جبل تالاكماو. وسقط ستة قتلى من منطقة باسامان ريجنسي بينما كان أربعة آخرون من ويست باسامان ريجنسي وفُقد أربعة أشخاص بسبب الانهيارات الأرضية.
وصل عدد الوفيات إلى 11 في 27 فبراير. وبحسب المسؤولين، أصيب ما لا يقل عن 388 شخصًا، وأصيب 42 منهم بجروح خطيرة. كما تضرر 13000 شخص آخر. وظلت جهود البحث والإنقاذ جارية لتحديد مكان أربعة أشخاص فقدوا بسبب الانهيار الأرضي. وبحلول 28 فبراير، جرى تأكيد وفاة ما لا يقل عن 12 شخصًا.

## ردود الفعل

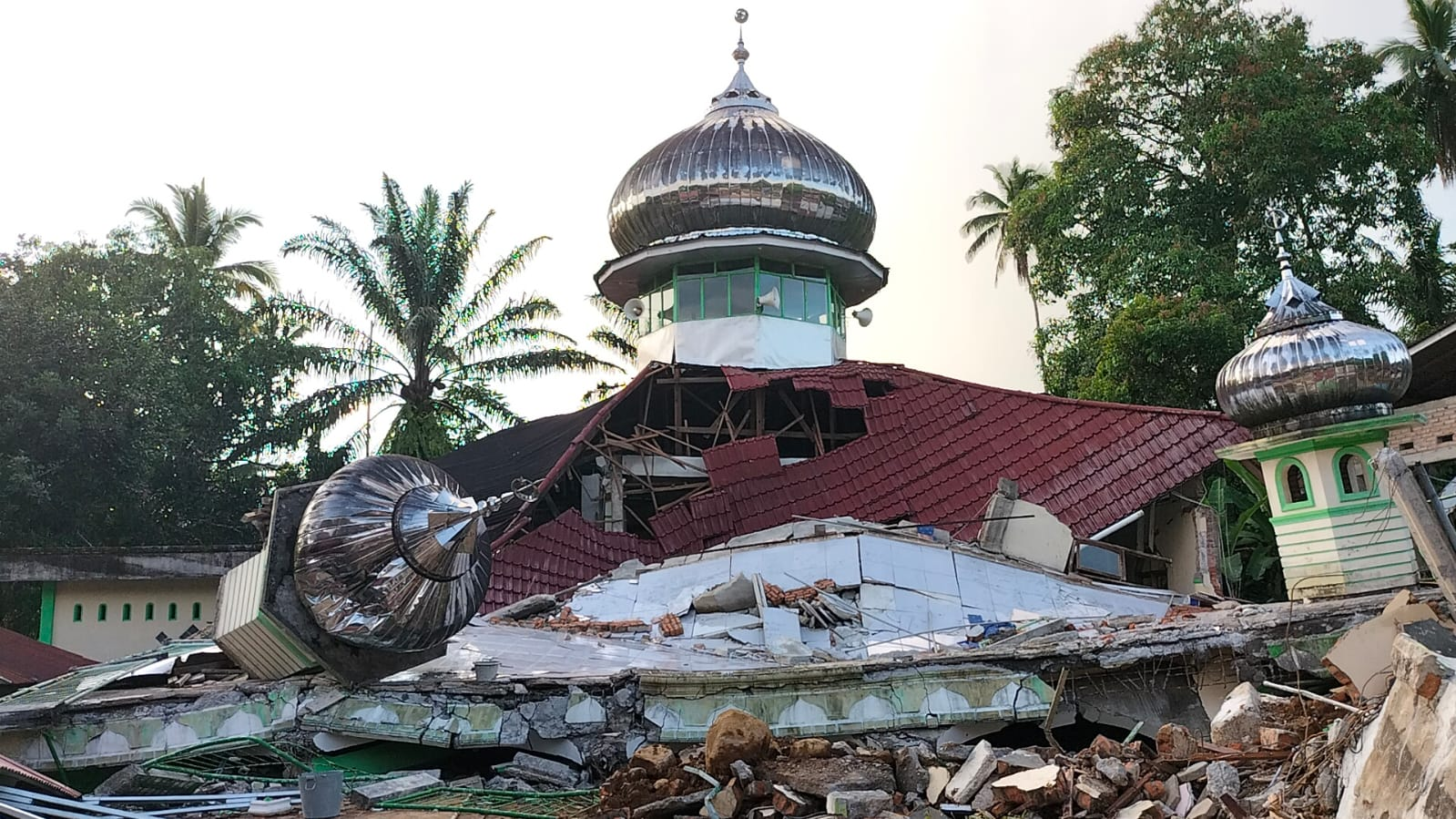
أنقاض مسجد رايا كاجاي.

وذكرت إدارة الكوارث أنه يجب على السكان البقاء في حالة تأهب لاحتمال حدوث فيضانات مفاجئة. وقال رئيس الإدارة إن الأنهار في المنطقة جفت بسبب انسداد المنبع الناجم عن حركة الأرض. وجرى حث السكان على الابتعاد عن المناطق الجبلية بسبب خطر الانهيارات الأرضية والانهيارات الصخرية من الأمطار. لجأ ما لا يقل عن 5000 ساكن نازح إلى 35 مركز إجلاء. وأكدت إدارة الكوارث أن النشاط البركاني كان موجودًا بالقرب من جبل تالاكماو. وجرى إجلاء بعض السكان بالقرب من البركان على سبيل الاحتراز.
زار وزير الشؤون الاجتماعية، تري ريسماهاريني، عدة مراكز للإجلاء في اليوم التالي. ووفقًا لها، فقد وزعت الخدمات اللوجستية 2000 عبوة من الأطعمة الجاهزة للأكل. كما نُقلت مساعدات إضافية مثل الخيام والأطقم الصحية. وجرى تعويض أسر الضحايا المتوفين بمبلغ 15 مليون روبية كشكل من أشكال المساعدة. وستقوم الحكومة المحلية بإصلاح المنازل التي تضررت بشكل طفيف. وستعيد الحكومة المركزية بناء المنازل ذات الأضرار المتوسطة والشديدة. استمرت جهود الإنقاذ في 27 فبراير للبحث عن أربعة أفراد مفقودين.

## روابط خارجية
- The International Seismological Centre has a bibliography and/or authoritative data for this event.
- ريليف ويب report  لهذا الحدث.